# Seznam švedskih nogometašev
Seznam švedskih nogometašev.

## A
- Sanny Åslund
- Niclas Alexandersson
- Marcus Allbäck
- John Alvbåge
- Anders Andersson
- Andreas Andersson
- Bengt Andersson
- Cristoffer Andersson
- Daniel Andersson
- Kennet Andersson
- Patrik Andersson
- Roy Andersson (nogometaš)
- Tomas Antonelius
- Mattias Asper
- Jonas Axeldal

## B
- Martin Bengtsson
- Jonatan Berg
- Marcus Berg
- Bengt Berndtsson
- Mattias Bjärsmyr
- Joachim Björklund
- Jesper Blomqvist
- Thomas Bodström
- Hasse Borg
- Tomas Brolin
- Erik Börjesson

## C
- Dan Corneliusson

## D
- Martin Dahlin
- Bojan Djordjic
- Dusan Djuric

## E
- Erik Edman
- Ralf Edström
- Johnny Ekström
- Rasmus Elm
- Johan Elmander
- Rune Emanuelsson
- Jan Eriksson
- Lars Eriksson
- Sven-Göran Eriksson
- Magnus Erlingmark

## F
- Alexander Fransson

## G
- Gunnar Gren
- Eddie Gustafsson

## H
- Andreas Yacob-Haddad
- Kurt Hamrin
- Magnus Hedman
- Ronnie Hellström
- Glenn Hysén
- Tobias Hysén

## I
- Zlatan Ibrahimović
- Klas Ingesson
- Andreas Isaksson
- Stefan Ishizaki

## J
- Andreas Jakobsson
- Hasse Jeppson
- Adam Johansson
- Andreas Johansson (rojen 1978)
- Andreas Johansson (rojen 1982)
- Andreas Johansson (rojen 1990)
- Bertil Johansson
- Bo Johansson
- Filip Johansson
- Magnus Johansson (Ölme)
- Magnus Johansson (nogometni trener)
- Nils-Eric Johansson
- Sebastian Johansson
- Mattias Jonson
- Dennis Jonsson
- Jan Jönsson

## K
- Kim Källström
- Herbert Karlsson
- Magnus Kihlberg
- Magnus Kihlstedt
- Ove Kindvall
- Pontus Kåmark

## L
- Marcus Lantz
- Bo Larsson
- Henrik Larsson
- Sebastian Larsson
- Nils Liedholm
- Anders Limpar
- Victor Lindelöf
- Anders Linderoth
- Tobias Linderoth
- Roger Ljung
- Fredrik Ljungberg
- Hanna Ljungberg
- Teddy Lucic
- Tommy Lycén

## M
- Hanna Marklund
- Olof Mellberg
- Håkan Mild
- Johan Mjällby
- Malin Moström
- George Mourad
- Zlatan Muslimovic

## N
- Daniel Nannskog
- Roland Nilsson
- Torbjörn Nilsson
- Gunnar Nordahl
- Björn Nordqvist
- Arne Nyberg

## O
- Paul Otièno Olausson
- Yksel Osmanovski

## P
- Stefan Petterson
- Jörgen Pettersson
- Magnus Powell

## R
- Thomas Ravelli
- Stefan Rehn
- Markus Rosenberg
- Sven Rydell
- Johnny Rödlund

## S
- Klebér Saarenpää
- Behrang Safari
- Mikael Sandklef
- Lotta Schelin
- Stefan Schwarz
- Stefan Selaković
- Lennart Skoglund
- Martin Smedberg
- Glenn Strömberg
- Pia Sundhage
- Anders Svensson
- Karl Svensson
- Magnus Svensson
- Tommy Svensson

## T
- Staffan Tapper
- Jonas Thern
- Daniel Tjernström
- Andreas Tobiasson
- Conny Torstensson

## V
- Andrés Vasquez

## W
- Jonas Wallerstedt
- Oscar Wendt
- Pontus Wernbloom
- Christian Wilhelmsson
- Samuel Wowoah

## Z
- Pär Zetterberg